# Stein Amundsen
Stein Røssvold Amundsen (9 febbraio 1966) è un ex calciatore norvegese, di ruolo centrocampista.

## Carriera

### Club
Amundsen giocò per il Drøbak/Frogn, prima di passare al Lillestrøm. Nel 1992 fu ingaggiato dal Lyn Oslo. Esordì in squadra il 26 aprile 1992, nella sconfitta per 2-0 contro il Rosenborg. Il 16 maggio dello stesso anno, segnò la prima rete, nella vittoria per 3-1 contro la sua ex squadra del Lillestrøm.

### Nazionale
Conta 9 presenze per la Norvegia under 21.